# Макусани
Макусани (исп. Macusani, кечуа Makusani) — город в юго-восточной части Перу. Административный центр провинции Карабая в регионе Пуно. Кроме того, является центром одноимённого района. Расположен на высоте 4315 м над уровнем моря. По данным переписи 2005 года население города составляет 7557 человек; данные на 2010 год говорят о населении 8563 человека.